# Paralimna albonotata
Paralimna albonotata är en tvåvingeart som beskrevs av Friedrich Hermann Loew 1862. Paralimna albonotata ingår i släktet Paralimna och familjen vattenflugor. Inga underarter finns listade i Catalogue of Life.